# Jacob van Rijs
Jacob van Rijs (Amsterdam, 24 augustus 1964) is een Nederlands architect.
Van Rijs studeerde architectuur aan de Technische Universiteit Delft van 1984 - 1990 na een jaar scheikunde te hebben gestudeerd aan de Universiteit van Amsterdam. Hij geeft regelmatig (gast)colleges aan opleidingen over de hele wereld. In 1991 richtte hij samen met Winy Maas en Nathalie de Vries (zijn vrouw) het architectenbureau MVRDV (een acroniem van de initialen van de oprichters) op. Zijn vroege ontwerpen omvatten Villa VPRO en het woon-zorgcomplex WOZOCO in Amsterdam (waarmee hij de A.J. van Eck-prijs won). Recentere ontwerpen van de hand van het bureau zijn het Nederlandse paviljoen voor Expo 2000 en het Gyregebouw in Tokio.